# Global Marine
Global Marine was een offshoreboormaatschappij die in 1958 ontstond toen Union Oil alle aandelen overnam van CUSS.

## CUSS
Het CUSS-consortium was gevormd in 1949 toen Shell Oil zich voegde bij Continental, Union en Superior om technieken te ontwikkelen om voor de kust van Californië te kunnen boren. De eerste twee werkten al samen sinds 1946 en Superior had zich in 1948 aangesloten.
In 1951 bouwde het een oude onderzeebootjager om tot het boorschip Submarex. Zo werden methodes ontwikkeld om te boren vanaf een bewegend schip en de ervaringen die hiermee opgedaan werden, werden verwerkt in een YF-ponton dat in 1954 werd omgebouwd tot de CUSS I.

## Louis N. Waterfall, Inc.
Vanwege de problematiek rond onder meer intellectueel eigendom en aansprakelijkheid werd in 1955 Louis N. Waterfall, Inc. opgericht naar de geoloog van Union Oil die het daarna zou leiden. Om langetermijncontracten onder te brengen, werd als dochteronderneming Global Marine Drilling Company opgericht.

## Global Marine
In 1958 bleek dat de belangen van de vier oliemaatschappijen steeds meer uit elkaar gingen lopen en zo werd besloten dat zij uit Waterfall zouden stappen. Op zoek naar financiering werd uiteindelijk Union Oil bereid gevonden om voor 80% deel te nemen in het nieuwe bedrijf, terwijl het personeel het restant voor zijn rekening nam. Zo werd op 12 november 1958 Global Marine Exploration Company opgericht met Global Marine Drilling Company als uitvoerende tak.
Standard Oil Company of California, het latere Chevron, werd de eerste klant en deze verkocht haar Western Explorer in 1962 aan Global. Global nam in 1960 ook de SM-1 over van Humble Oil en van Richfield in 1963 de Rincon en in 1970 de La Ciencia. Zo werd Global een pionierende operator van boorschepen.
Tot dan werd geboord terwijl de schepen met ankers op positie werd gehouden. Voor Project Mohole werd de CUSS I in 1961 uitgerust met vier grote Harbormaster buitenboordvoortstuwers. Hiermee wist men vanaf maart 1961 het schip handmatig op binnen zo'n 600 voet (180 meter) positie te houden en te boren in waterdieptes tot 3500 meter.
Al deze schepen waren omgebouwd van surplusmateriaal van het Amerikaanse leger. De CUSS II was in 1962 de eerste die nieuw werd gebouwd, gevolgd door de CUSS III, CUSS IV en CUSS V. De eerste opdracht van de CUSS V was in de Golf van Sidra voor de kust van Libië waar de Libyan Atlantic Company vier concessies had gekregen. Daar bleek de scheepsnaam te veel op een arabisch scheldwoord, waarop de vier nieuwe schepen Glomar werden genoemd in plaats van CUSS. De CUSS I zou nooit een dergelijke oversteek maken en behield de naam.

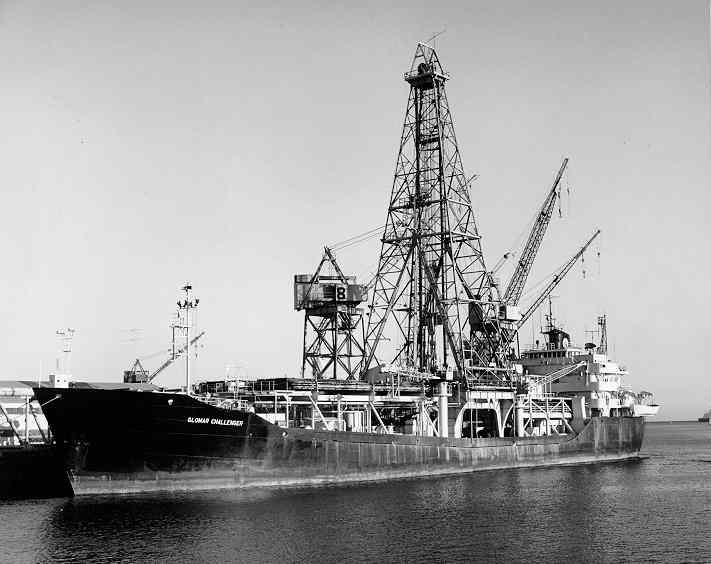
De Glomar Challenger, speciaal gebouwd voor het Deep Sea Drilling Project. Dit was het eerste schip van Global dat was uitgerust met een dynamisch positioneringssysteem

In 1965 volgde de Glomar Sirte-serie, drie omgebouwde bulkcarriers, en in 1967 de Glomar Grand Isle-serie, driemaal nieuwbouw. De laatste daarvan was in 1968 de Glomar Challenger, speciaal gebouwd voor het Deep Sea Drilling Project. Dit was het eerste schip van Global dat was uitgerust met een dynamisch positioneringssysteem.
In 1972 werd de Glomar Grand Banks opgeleverd, de eerste uit een serie van drie. In 1977-78 volgde een groter ontwerp met de Glomar Pacific en de Glomar Atlantic.

### Project Azorian

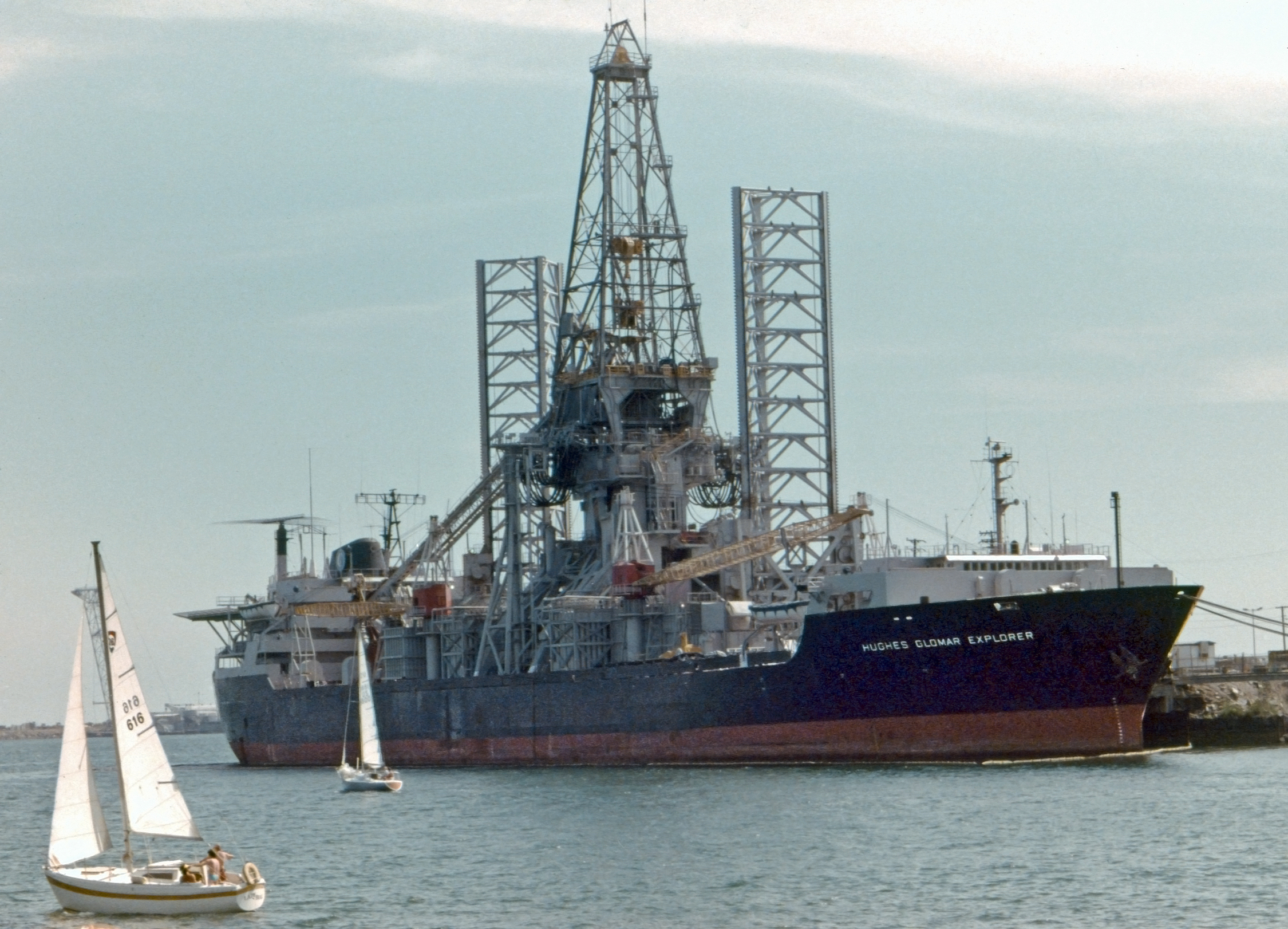
De Hughes Glomar Explorer

In de tussentijd werd in 1973 de Hughes Glomar Explorer opgeleverd. Het was gebouwd voor de Hughes Tool Company van Howard Hughes en moest mangaanknollen mijnen. In werkelijkheid was het gebouwd voor de CIA om Project Azorian uit te voeren, een poging om de K-129 te bergen. Deze Russische onderzeeër was in 1968 gezonken bij Hawaï en in 1974 werd een deel van het wrak gelicht.

### Diversificatie
De boorschepen hadden echter hun beperkingen. Op ondiep water waren ze duurder dan hefplatforms (jack-ups) en in zware weersomstandigheden zoals bij Canada en op de Noordzee bleken ze aanmerkelijk meer waiting on weather-tijd te hebben dan halfafzinkbare platforms (semi's). Jack-ups werden al sinds begin jaren 1950 gebruikt en semi's vanaf begin jaren 1960. Daarnaast ontstond er vooral na de ontdekking van de Noordzee-olievelden ook concurrentie uit Europa. Global had daar in 1964 al met de van Barnwell gecharterde LeTourneau jackup Mr. Cap de eerste offshoreboring in Nederlandse wateren voltooid.
Nadat 1976 en 1977 een verslechterde markt lieten zien, werd dan ook besloten om te diversificeren en werd ook in jack-ups en semi's geïnvesteerd. Een aantal oudere schepen werd verkocht, waaronder de CUSS I, en een aantal werd omgebouwd. In 1978 werd een semi uit de Ocean Victory-serie overgenomen, de vier jaar oude Odin Drill. Dit werd de Glomar Semi I, vanaf 1981 de Glomar Biscay I. In 1980 werd uit dezelfde serie de Norskald uit 1973 overgenomen. Dit werd de Glomar Semi II, later de Glomar Biscay II. In 1983 werd de nieuwe Glomar Arctic I opgeleverd, de eerste uit een serie van drie semi's naar Pacesetter-ontwerp van Friede & Goldman.
In 1979 werd de eerste jack-up opgeleverd, een Marathon-LeTourneau-ontwerp. Deze Glomar Jackup I werd later Glomar High Island I en was de eerste in een serie van negen die tot 1983 gebouwd werd. Van dezelfde ontwerpers kwam de Glomar Adriatic-serie. In 1982 werden vier jack-ups uit de Glomar Main Pass-serie opgeleverd naar een ontwerp van Friede & Goldman.
In 1984 werd een uniek platform opgeleverd volgens Super Concrete Island Drilling System-ontwerp. De Glomar Beaufort Sea 1 was een betonnen platform geschikt om te werken in de arctische omstandigheden van de Beaufortzee.

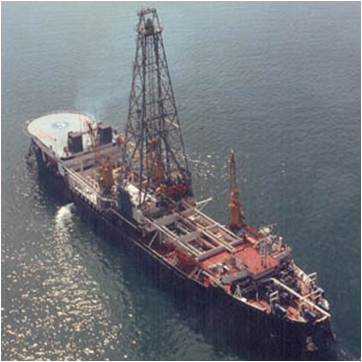
De Glomar R.F. Bauer

Dat betekende geen einde aan de boorschepen. In 1983 werd de Glomar R.F. Bauer opgeleverd. In 2000 werd het ruim drie keer zo grote Glomar Hull 456-ontwerp Glomar C.R. Luigs opgeleverd, gevolgd door de Glomar Jack Ryan.

### Chapter 11
Eind 1985 besloot Saoedi-Arabië door te veel dalende productie te stoppen met zijn rol als swing-producer. De extra productie daarna had een grote daling van de olieprijs tot gevolg en betekende dat veel oliemaatschappijen hun investeringen naar beneden schroefden. Dit had grote gevolgen voor Global Marine en op 27 januari 1986 vroeg het Chapter 11 aan. Dit zou tot 28 februari 1989 duren, maar het bedrijf wist deze periode door te komen en daarbij de vloot vrijwel intact te houden. Vanaf 1994 werd weer winst gemaakt.
In 2001 fuseerde Global Marine met Santa Fe en vormde zo GlobalSantaFe, na Transocean Sedco Forex de grootste offshoreboormaatschappij.

## Vloot
De scheepsnamen van Global Marine worden vanaf 1962 allemaal voorafgegaan door het woord Glomar, een samenvoegsel van Global en Maritime.
In 2004 werd er in de havenstad Den Helder in Nederland een rederij opgericht met de naam Glomar. De vloot van Glomar kent dezelfde constructie met scheepsnamen als Global Maritime. Er is echter geen enkele relatie tussen beide ondernemingen.
| Naam                    | Type                        | Ontwerp                                                         | Werf                                                           | Bouwjaar          | IMO     |
| ----------------------- | --------------------------- | --------------------------------------------------------------- | -------------------------------------------------------------- | ----------------- | ------- |
| Submarex                | Boorschip                   | Omgebouwde PC                                                   | Commercial Iron Works, 77                                      | 6 februari 1945   |         |
| CUSS I                  | Boorschip                   | Omgebouwd YF-ponton                                             | Cramp Shipbuilding                                             | 26 september 1944 |         |
| Western Explorer        | Boorschip                   | Omgebouwde LSM                                                  | Pullman-Standard Car Manufacturing Company                     | 24 maart 1945     |         |
| SM-1                    | Boorschip                   | Omgebouwde LSM                                                  | Western Pipe and Steel Company, 206                            | 7 december 1944   |         |
| Rincon                  | Boorschip                   | Omgebouwde LSM                                                  | Pullman-Standard Car Manufacturing Company                     | 28 april 1945     |         |
| La Ciencia              | Boorschip                   | Omgebouwde YMS                                                  | Robert Jacob                                                   | 18 november 1944  | 5200514 |
| Glomar II               | Boorschip                   | Glomar II                                                       | Equitable Equipment, 1251                                      | 1962              | 5427215 |
| Glomar III              | Boorschip                   | Glomar II                                                       | Equitable Equipment, 1252                                      | 1962              | 5427227 |
| Glomar IV               | Boorschip                   | Glomar II                                                       | Equitable Equipment, 1253                                      | januari 1963      | 5427239 |
| Glomar V                | Boorschip                   | Glomar II                                                       | Equitable Equipment, 1254                                      | 1963              | 5427241 |
| Glomar Sirte            | Boorschip                   | Glomar Sirte, omgebouwde bulkcarrier                            | Bethlehem Sparrows Point Shipyard, 4549                        | 21 december 1956  | 5287196 |
| Glomar Tasman Sea       | Boorschip                   | Glomar Sirte, omgebouwde bulkcarrier                            | Bethlehem Sparrows Point Shipyard, 4485                        | 18 december 1950  | 5287160 |
| Glomar North Sea        | Boorschip                   | Glomar Sirte, omgebouwde bulkcarrier                            | Bethlehem Sparrows Point Shipyard, 4486                        | 30 maart 1951     |         |
| Glomar Grand Isle       | Boorschip                   | Glomar Grand Isle                                               | Levingston Shipbuilding, 665                                   | 29 juni 1967      | 6806999 |
| Glomar Conception       | Boorschip                   | Glomar Grand Isle                                               | Levingston Shipbuilding, 666                                   | 23 augustus 1967  | 6807008 |
| Glomar Challenger       | Boorschip                   | Glomar Grand Isle                                               | Levingston Shipbuilding, 670                                   | 20 juli 1968      | 6904636 |
| Glomar Grand Banks      | Boorschip                   | Glomar Grand Banks                                              | Levingston Shipbuilding, 706                                   | 14 juni 1972      | 7212468 |
| Glomar Coral Sea        | Boorschip                   | Glomar Grand Banks                                              | Levingston Shipbuilding, 712                                   | 25 juni 1974      | 7366506 |
| Glomar Java Sea         | Boorschip                   | Glomar Grand Banks                                              | Levingston Shipbuilding, 715                                   | 15 september 1975 | 7390404 |
| Hughes Glomar Explorer  | Boorschip                   | Glomar Explorer                                                 | Sun Shipbuilding & Drydock                                     | 1 juli 1973       | 7233292 |
| Glomar Pacific          | Boorschip                   | Glomar Pacific                                                  | Levingston Shipbuilding, 718                                   | 24 juni 1977      | 7419389 |
| Glomar Atlantic         | Boorschip                   | Glomar Pacific                                                  | Levingston Shipbuilding, 723                                   | 12 december 1977  | 7508611 |
| Glomar Semi I           | Halfafzinkbaar boorplatform | Ocean Victory                                                   | Nylands Mekaniske Verksted, 694                                | juni 1974         | 8751368 |
| Glomar Semi II          | Halfafzinkbaar boorplatform | Ocean Victory                                                   | Trosvik Mekaniske Verksted/ Framnæs Mekaniske Værksted, TF-101 | december 1973     | 8751370 |
| Glomar Arctic I         | Halfafzinkbaar boorplatform | Pacesetter                                                      | Rauma-Repola, RR-19                                            | december 1983     | 8751320 |
| Glomar Arctic II        | Halfafzinkbaar boorplatform | Pacesetter                                                      | Rauma-Repola, RR-20                                            | juli 1984         | 8750352 |
| Glomar Arctic III       | Halfafzinkbaar boorplatform | Pacesetter                                                      | Rauma-Repola, RR-21                                            | november 1984     | 8751332 |
| Glomar High Island I    | Jackup                      | LeTourneau 82SD-C                                               | Davie Shipbuilding, 696                                        | 20 juni 1979      | 8751382 |
| Glomar High Island II   | Jackup                      | LeTourneau 82SD-C                                               | Davie Shipbuilding, 697                                        | 30 november 1979  | 8751394 |
| Glomar High Island III  | Jackup                      | LeTourneau 82SD-C                                               | Davie Shipbuilding, 699                                        | 5 september 1980  | 8751409 |
| Glomar High Island IV   | Jackup                      | LeTourneau 82SD-C                                               | Davie Shipbuilding, 700                                        | 2 december 1980   | 8751411 |
| Glomar High Island V    | Jackup                      | LeTourneau 82SD-C                                               | Marathon LeTourneau, 160                                       | 26 februari 1981  | 8751423 |
| Glomar High Island VI   | Jackup                      | LeTourneau 82SD-C                                               | Davie Shipbuilding, 701                                        | 15 juli 1981      | 8751435 |
| Glomar High Island VII  | Jackup                      | LeTourneau 82SD-C                                               | Davie Shipbuilding, 702                                        | 30 april 1982     | 8751447 |
| Glomar High Island VIII | Jackup                      | LeTourneau 82SD-C                                               | Davie Shipbuilding, 706                                        | 12 november 1982  | 8751459 |
| Glomar High Island IX   | Jackup                      | LeTourneau 82SD-C                                               | Davie Shipbuilding, 709                                        | 17 juni 1983      | 8751461 |
| Glomar Adriatic I       | Jackup                      | LeTourneau 116-C                                                | Marathon LeTourneau, 161                                       | 12 juni 1981      | 8751277 |
| Glomar Adriatic II      | Jackup                      | LeTourneau 116-C                                                | Marathon LeTourneau, 162                                       | 9 september 1981  | 8751289 |
| Glomar Adriatic III     | Jackup                      | LeTourneau 116-C                                                | Davie Shipbuilding, 707                                        | 2 september 1982  | 8751291 |
| Glomar Adriatic IV      | Jackup                      | LeTourneau 116-C                                                | Marathon LeTourneau Singapore, 184                             | 18 mei 1983       | 8751306 |
| Glomar Adriatic V       | Jackup                      | LeTourneau 116-C                                                | Marathon LeTourneau Singapore, 135                             | 16 augustus 1979  | 8756150 |
| Glomar Adriatic VI      | Jackup                      | LeTourneau 116-C                                                | Marathon LeTourneau Singapore, 151                             | 30 maart 1981     | 8756162 |
| Glomar Adriatic VII     | Jackup                      | LeTourneau 116-C                                                | Marathon LeTourneau Singapore, 181                             | 26 januari 1983   | 8756174 |
| Glomar Adriatic VIII    | Jackup                      | LeTourneau 116-C                                                | Marathon LeTourneau, 195                                       | 31 maart 1983     | 8751318 |
| Glomar Adriatic IX      | Jackup                      | LeTourneau 116-C                                                | UIE Clydebank, 178                                             | 21 juli 1981      | 8756473 |
| Glomar Adriatic X       | Jackup                      | LeTourneau 116-C                                                | UIE Clydebank, 183                                             | 25 maart 1982     | 8750728 |
| Glomar Labrador I       | Jackup                      | CFEM T2005C                                                     | CFEM, 2005-C6                                                  | 1 september 1983  | 8751473 |
| Glomar Moray Firth I    | Jackup                      | CFEM T2600C                                                     | CFEM, T2600-C1                                                 | 1 december 1983   | 8751514 |
| Glomar Baltic I         | Jackup                      | LeTourneau Super 300                                            | Marathon LeTourneau, 212                                       | 22 december 1983  | 8751344 |
| Glomar Main Pass I      | Jackup                      | Friede & Goldman L-780                                          | Ingalls Shipbuilding, 6401                                     | 17 mei 1982       | 8751485 |
| Glomar Main Pass II     | Jackup                      | Friede & Goldman L-780                                          | Ingalls Shipbuilding, 6402                                     | 30 juni 1982      | 8751215 |
| Glomar Main Pass III    | Jackup                      | Friede & Goldman L-780                                          | Ingalls Shipbuilding, 6403                                     | 17 september 1982 | 8751497 |
| Glomar Main Pass IV     | Jackup                      | Friede & Goldman L-780                                          | Ingalls Shipbuilding, 6404                                     | 17 december 1982  | 8751502 |
| Glomar Beaufort Sea 1   | Betonnen platform           | Super Concrete Island Drilling System (CIDS), afzinkbaar eiland | Nippon Kokan K.K.                                              | 1984              | 8751356 |
| Glomar Robert F. Bauer  | Boorschip                   |                                                                 | Keppel FELS, B-192                                             | 1 oktober 1983    | 8109589 |
| Glomar Grand Banks      | Halfafzinkbaar boorplatform | Aker H-3.2                                                      | Saint John Shipbuilding                                        | 1984              | 8752415 |
| Glomar C.R. Luigs       | Boorschip                   | Glomar Hull 456                                                 | Harland & Wolff, 1739                                          | 16 maart 2000     | 9189835 |
| Glomar Jack Ryan        | Boorschip                   | Glomar Hull 456                                                 | Harland & Wolff, 1740                                          | 1 augustus 2000   | 9190705 |